# Výbor Evropského parlamentu
Výbor Evropského parlamentu je specializovaný pracovní orgán Evropského parlamentu, určený k tomu, aby se zabýval konkrétní tematickou oblastí a příslušnou legislativou.
Stejně jako v případě ostatních parlamentů jsou i v Evropském parlamentu jednotlivé legislativní návrhy projednávány v příslušných výborech. Výbory zaujímají k jednotlivým návrhům stanoviska v podobě zpráv. Dále spadá do jejich pravomocí posuzovat a předkládat pozměňovací návrhy.
V Evropském parlamentu jsou nejdůležitější stálé výbory. Vedle nich ale mohou být parlamentem zřízeny i dočasné a vyšetřovací výbory, které však na rozdíl od těch stálých nemohou předkládat stanoviska jiným výborům.
Složení výborů by mělo odrážet rozložení sil v Evropském parlamentu. Výbory se skládají ze zvolených poslanců Evropského parlamentu a zasedání výborů se konají jednou či dvakrát v měsíci. Každý poslanec Evropského parlamentu musí být členem alespoň jednoho výboru. Výbory mají předsedu a několik místopředsedů volených na období dva a půl roku. Ve všech výborech jsou také náhradníci. 

## Další funkce ve výborech EP

### Zpravodaj
Při projednávání legislativních návrhů (včetně těch pozměňovacích) má na starosti vypracování zprávy tzv. zpravodaj. Může jim být jakýkoli člen daného výboru či náhradník. O zprávě pak hlasuje nejprve daný výbor a poté i celý Evropský parlament.   

### Stínový zpravodaj
Postup vypracování legislativní zprávy mohou sledovat i členové jiných politických skupin v Evropském parlamentu než té, jíž je členem zpravodaj a mohou určit tzv. stínového zpravodaje. Funkce stínového zpravodaje je důležitá při projednávání tématu zprávy v politické skupině a stínoví zpravodajové hrají podstatnou roli při vyjednávání při přípravě samotné zprávy.

### Koordinátor
každá z politických skupin si zvolí v daném výboru svého koordinátora, který má na starosti činnost politické skupiny ve výboru a v rámci výboru působí i jako její mluvčí. Při důležitých hlasováních mobilizuje členy své frakce a jmenuje také stínové zpravodaje. Z českých poslanců EP byli koordinátory zvoleni pro období 2019–2024 Tomáš Zdechovský (Výboru pro rozpočtovou kontrolu) a Michaela Šojdrová (Výboru pro kulturu a vzdělávání).

### Zpravodaj pro stanovisko
Funkce zpravodaje pro stanovisko má své uplatnění v případech, kdy výbor, který má zprávu na starosti, chce znát stanovisko dalších výborů. V takovém případě pak výbory požádané o stanovisko ke zprávě jmenují své zpravodaje pro stanovisko.

## Seznam stávajících stálých výborů
Evropský parlament má následujících 20 stálých výborů a 2 podvýbory:
| Název výboru                                                      | Zkratka |
| ----------------------------------------------------------------- | ------- |
| Výbor pro zahraniční věci                                         | AFET    |
| - Podvýbor pro lidská práva                                       | DROI    |
| - Podvýbor pro bezpečnost a obranu                                | SEDE    |
| Výbor pro rozvoj                                                  | DEVE    |
| Výbor pro mezinárodní obchod                                      | INTA    |
| Rozpočtový výbor                                                  | BUDG    |
| Výbor pro rozpočtovou kontrolu                                    | CONT    |
| Hospodářský a měnový výbor                                        | ECON    |
| Výbor pro zaměstnanost a sociální věci                            | EMPL    |
| Výbor pro životní prostředí, veřejné zdraví a bezpečnost potravin | ENVI    |
| Výbor pro průmysl, výzkum a energetiku                            | ITRE    |
| Výbor pro vnitřní trh a ochranu spotřebitelů                      | IMCO    |
| Výbor pro dopravu a cestovní ruch                                 | TRAN    |
| Výbor pro regionální rozvoj                                       | REGI    |
| Výbor pro zemědělství a rozvoj venkova                            | AGRI    |
| Výbor pro rybolov                                                 | PECH    |
| Výbor pro kulturu a vzdělávání                                    | CULT    |
| Výbor pro právní záležitosti                                      | JURI    |
| Výbor pro občanské svobody, spravedlnost a vnitřní věci           | LIBE    |
| Výbor pro ústavní záležitosti                                     | AFCO    |
| Výbor pro práva žen a rovnost pohlaví                             | FEMM    |
| Petiční výbor                                                     | PETI    |